# Xã Houston, Quận Smith, Kansas
Xã Houston (tiếng Anh: Houston Township) là một xã thuộc quận Smith, tiểu bang Kansas, Hoa Kỳ. Năm 2010, dân số của xã này là 166 người.